# Mediano (Neviano degli Arduini)
Mediano è una frazione del comune di Neviano degli Arduini, in provincia di Parma.
La località dista 6,28 km dal capoluogo.

## Geografia fisica
Mediano sorge alla quota di 450 m s.l.m., sul versante sinistro della Val d'Enza.

## Storia
La zona di Mediano risultava abitata già in epoca romana, come dimostrato dal rinvenimento, nei primi anni del XX secolo, di due fornaci da calce risalenti al IV o V secolo.
Il borgo sorse in epoca altomedievale; la più antica testimonianza della sua esistenza risale al 948, quando Miliario fu menzionata nell'atto di donazione di tre piccole corti da parte del re d'Italia Lotario II al suo fedele Liudone.
La località fu menzionata anche il 28 febbraio 1119, in un documento notarile.
A servizio del borgo fu in seguito eretta una cappella, nominata per la prima volta nel 1230.
Il territorio all'epoca dipendeva dal Comune di Parma: nel 1475 gli Anziani, su indicazione del duca di Milano Galeazzo Maria Sforza, incaricarono l'ufficiale Giovanni Francesco Bergonzi di custodire per loro conto i centri di Cedogno, Ceretolo, Mediano, Sasso, Lodrignano e Provazzano.
Nel 1502 gli abitanti delle località di confine di Lodrignano, Sasso, Ceretolo e Mediano si ribellarono invano al Comune di Parma, probabilmente sobillati dal duca di Ferrara Ercole I d'Este, intenzionato a espandere il proprio dominio anche oltre l'Enza.

## Monumenti e luoghi d'interesse

### Chiesa di San Michele Arcangelo

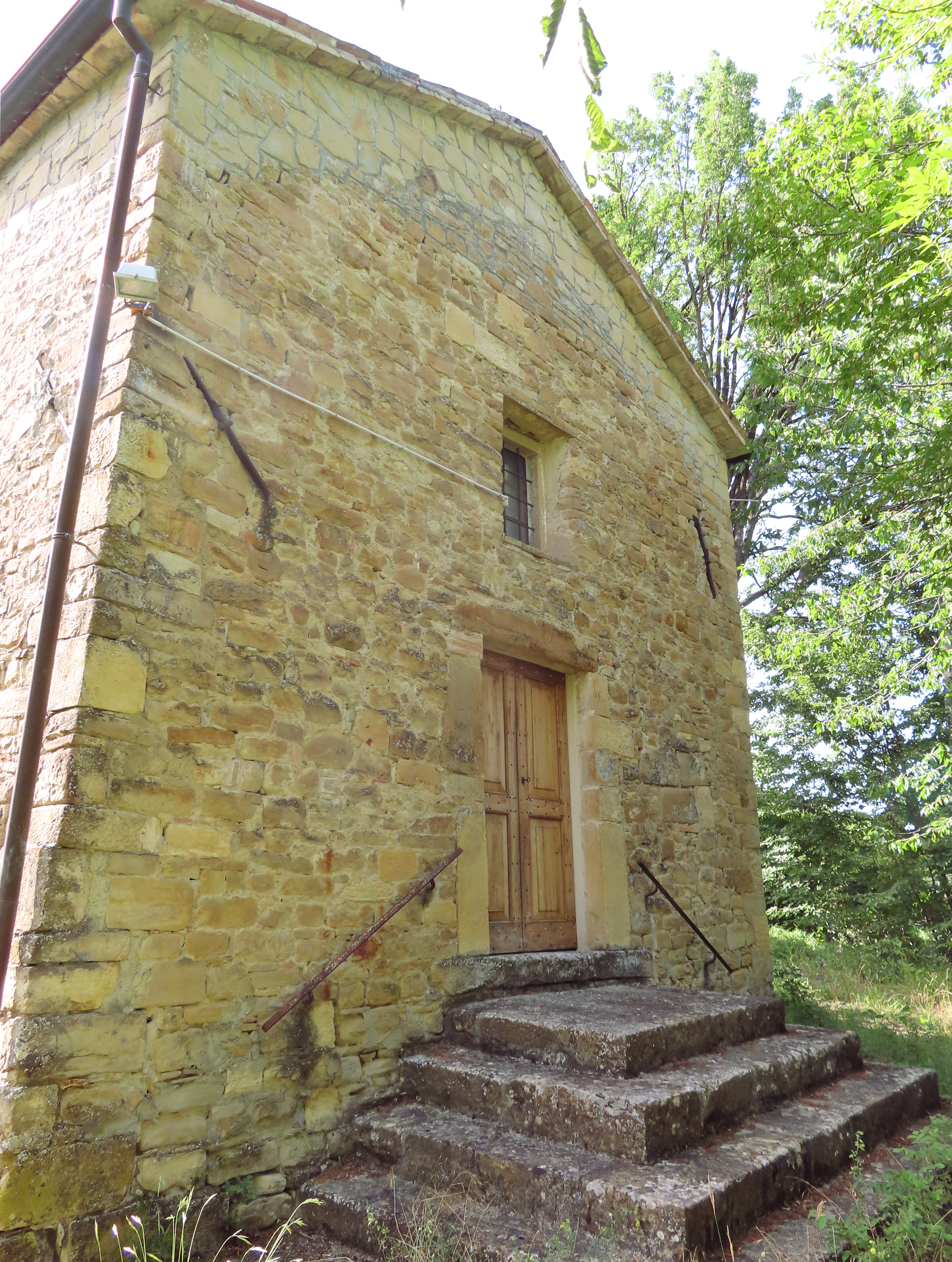
Chiesa di San Michele Arcangelo

Menzionata per la prima volta nel 1230, la cappella fu elevata a sede parrocchiale autonoma nel 1564; sprofondata successivamente in un profondo degrado, fu completamente ristrutturata nel 1770 e affiancata dal campanile nel 1863; danneggiata da un cedimento del terreno di fronte alla facciata verso la fine del XX secolo, fu consolidata strutturalmente a più riprese tra il 1980 e il 2000. L'edificio, sviluppato su un impianto a navata unica affiancata da una cappella sulla sinistra, è interamente rivestito in pietra e presenta una semplice facciata a capanna; all'interno è conservato un calice in rame sbalzato, risalente al 1507.

## Geografia antropica
La frazione risulta composta da tre principali nuclei abitati distinti: Vico, Cavandola e Ripa Pavone.